# Penèlope di Lella
Penèlope di Lella (17 april 1974) is een Nederlands shorttrackster.
In 1992 ging Di Lella mee met het olympisch team voor de 3000 meter relay, maar mocht zij niet starten.
Zij nam voor Nederland wel deel aan de Olympische Winterspelen in 1994 op het onderdeel shorttrack. Dat jaar werd zij ook Nederlands kampioene.
In 1995 reed Di Lella voor Nederland op het wereldkampioenschap shorttrack.

## Records

### Persoonlijke records[6]
| Afstand    | Tijd    | Datum           | Baan       |
| ---------- | ------- | --------------- | ---------- |
| 500 meter  | 47.48   | 19 januari 1996 | Oberstdorf |
| 1000 meter | 1:45.96 | 20 januari 1996 | Oberstdorf |
| 1500 meter | 2:47.70 | 18 januari 1996 | Oberstdorf |
| 3000 meter | 6:10.55 | 18 januari 1996 | Oberstdorf |